# Jubii
Jubii es un portal web con sede en Copenhague, Dinamarca. El sitio proporciona un motor de búsqueda y otros servicios, incluido el correo electrónico. Anteriormente fue una subsidiaria de la desaparecida Lycos Europe con presencia en varios países de la Unión Europea y en América del Norte. Entonces era una marca que ofrecía diferentes servicios en internet a través de diversos portales que compartían el mismo nombre.

## Historia
Jubii fue fundado en Dinamarca en 1995 como una empresa que ofrecía servicios de correo electrónico y motor de búsqueda. Tras consolidarse en el mercado local la compañía pasó a formar parte de Lycos Europe en 2000.

### Plataforma de comunicación
En 2007 la marca Jubii se estableció fuera de Dinamarca como una plataforma de comunicación (Cliente de correo electrónico, Mensajería instantánea...). Entonces constituía una herramienta web 2.0 para el acceso centralizado a diferentes servicios de comunicación y compartición de archivos en internet. El usuario disponía de 10 Gigabytes de capacidad para el almacenamiento de archivos que podía compartir con otros usuarios sin requerir ninguna configuración en el equipo.
El servicio era ofrecido en Alemania, Austria, Dinamarca, Francia, Países Bajos, Italia, Reino Unido, Suecia, España y América del Norte.